# Pudsey Meye
Pudsey Meye (Margarethenburg, 24 april 1922 – 4 april 2005) was een Surinaams geestelijke. Hij was stichter en bisschop van Gods Bazuin Ministries.

## Biografie
Pudsey Meye werd op 24 april 1922 geboren. Hij werd christelijk opgevoed en rond oktober 1961 bezochten hij en zijn verloofde Mavis Egger de diensten van Karel Hoekendijk in Thalia. Er ontstond bij hem het inzicht dat hij zijn persoonlijke besluit nodig had om een volgeling van Jezus Christus te worden. Samen beleden ze dat ze zondaren waren en een nieuwe start van het leven met Jezus wilden maken. Eerst zou de Heer tot hem hebben gesproken via de moeder van Hoekendijk, bij wie hij Bijbelstudies volgde, met de boodschap dat hij voorbestemd was om diensten te geven. Vervolgens zou hij een ervaring hebben gehad in zijn slaapkamer die zijn leven radicaal veranderde.
Hij en zijn verloofde trouwden op 16 januari 1962 voor de burgerlijke stand. Christelijk werd hun huwelijk ingezegend door Hoekendijk. Toen die terugkeerde naar Nederland en de nieuwe pinksterbeweging (ook wel Volle Evangelie) in Suriname zonder herder achterliet, hielp Meye dit werk voort te zetten.
In oktober 1963 voerde hij een evangelisatiecampagne bij Spes Patriae aan de Keizerstraat, waar sindsdien meer dan tweehonderd leden naartoe bleven komen. Deze werd de start van zijn gemeente Gods Bazuin. Op 31 maart 1968 betrad de gemeente een eigen gebouw aan de Verlengde Keizerstraat
Hij bekeerde een groot aantal mensen en Gods Bazuin groeide, waarbij er wijkgemeenten gevormd werden bij leden aan huis, zoals in Flora en Menkendam, en aan de Boonweg en Christophel Kerstenstraat. Ook trok hij het binnenland in, waar hij het evangelie bracht in dorpen langs de rivieren. In 1994 vormde hij de gemeente om naar de koepelorganisatie Gods Bazuin Ministries, waarbij andere gemeenten zich onder voorwaarden konden aansluiten. Deze leidde Meye als de eerste bisschop.
Meye leidde Gods Bazijn rond de 30 jaar en zag zich er als een herder van. Nadat hij naar eigen zeggen een profetische aanwijzing had gehad van God droeg hij het bisschopsambt in 2002 over aan zijn zoon, Steve Meye, die toen nog pastor was. Meye overleed in 2005; enkele weken later zou hij 83 jaar oud geworden zijn. Hij liet zijn echtgenote en drie kinderen na.